# Novy Bouïan
Novy Bouïan (Новый Буян) est un village de Russie dans le raïon de Krasny Iar (oblast de Samara). C'est le siège administratif de la municipalité rurale de Novy Bouïan.

## Géographie
Le village se trouve au bord de la rivière Bouïan (affluent de la Kondourtcha) à 31 km au nord-ouest de Krasny Yar, à 45 km au nord-est de Togliatti et à 50 km de Samara. Il a une route d'accès vers l'autoroute M5 par le village de Kouroumotch.  
Le centre du village de Novy Bouïan est situé au fond d'un ravin. Tout le village se trouve également le long de ce ravin, ainsi que sur deux collines en face. De plus, à l'intérieur des limites du village, le ravin principal est complété par des ravins transversaux plus petits. Près de Novy Bouïan, l'on trouve des champs et principalement des forêts de conifères. Au nord du village, s'étend une vaste forêt de chênes.
Dans le village lui-même et ses environs, il y a des réservoirs artificiels, dont les plus notables sont le Zelentsovsky, le Verkhny, le Sredny, le Spirtzavodskoï, le Nikolaïevsky, le Stoudiony et un certain nombre de plus petits, reliés par la rivière Bouïan. La plupart des étangs sont malheureusement négligés et l'envasement gagne. Il existe des réservoirs publics et privés.
Avant la Révolution d'Octobre, l'industriel Constantin Ouchkov y possédait un domaine.

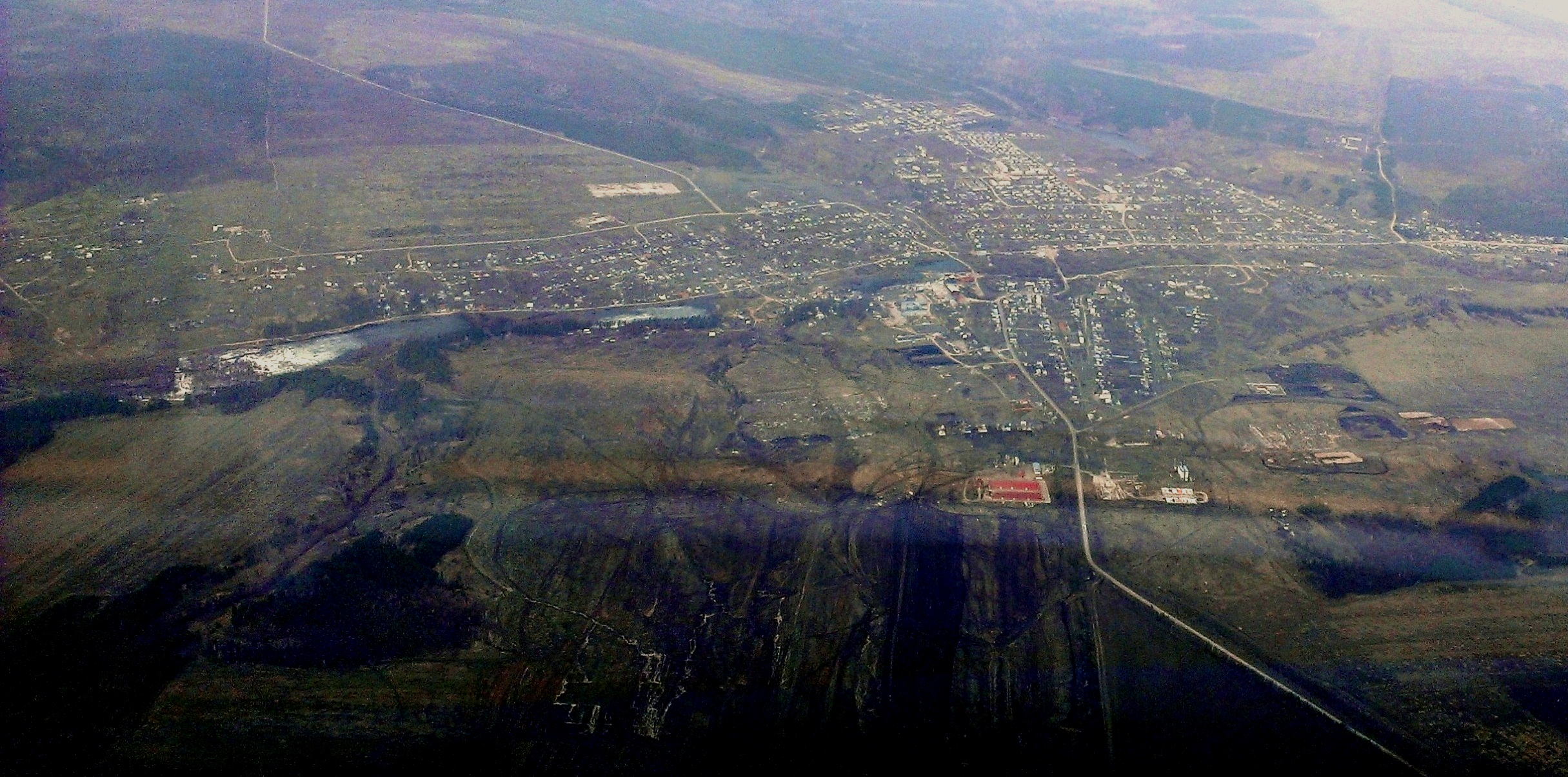
Le village à vol d'oiseau.

## Population
- 1959: 4283 habitants
- 2002: 3535 habitants
- 2010: 3265 habitants
- 2021: 3295 habitants[1]